# Nikolaj Baskov
Nikolaj Viktorovitsj Baskov (Russisch: Николай Викторович Басков, Moskou, 15 oktober 1976) is een Russische zanger, televisiepresentator en acteur. 

## Biografie
Baskov werd op 15 oktober 1976 geboren in Moskou, de toenmalige hoofdstad van de Sovjet-Unie. Na de middelbare school studeerde hij aan de Gnessin Staatsacademie voor Muziek en het Conservatorium van Moskou. 
In 1999 liep hij stage bij het Bolsjoj Theater en kreeg daar de rol van Lenski in de opera Jevgeni Onegin van Pjotr Iljitsj Tsjaikovski aangeboden. Zijn theaterdebuut maakte hij op 19 juni 1999.
Rond de eeuwwisseling begon Baskov ook aan een carrière in de popmuziek. Vooral met popmuziek brak hij in Rusland door bij het grote publiek. Zijn succesvolste singles waren Ja boedoe tvoi tselovat, Veter volnyj, Ot ljoebvi brasjtsjajetsja zemlja, Stsjastje v kazjdyj dom en Natoeralnyj blondin. Hij zong ook verscheidene duetten met de zangeressen Taisia Povali en Natali. 

## Discografie

### Albums
- Posvjasjtsjenie (2000, Russisch: Посвящение)
- Posvjasjtsjenie na bis (2001, Russisch: Посвящение на бис)
- Sjedevry oechodjasjtsjego veka (2001, Russisch: Шедевры уходящего века)
- Mne 25 (2001, Russisch: Мне 25)
- Nikogda ne govori prosjtsjaj (2004, Russisch: Никогда не говори прощай)
- Otpoesti menja (2004, Russisch: Отпусти меня, met Taisia Povali)
- Loetsjie pesni (2005, Russisch: Лучшие песни)
- Tebe odnoj (2007, Russisch: Тебе одной)
- Romantic Journey (2011)
- Igra (2016, Russisch: Игра)

## Erkenning
Baskov behoort tot een van de meest verdienende Russen, met een jaarinkomen tussen de twee en negen miljoen dollar.

### Onderscheidingen
- Geëerd Kunstenaar van de Russische Federatie
- Volksartiest van Oekraïne
- Volksartiest van de Russische Federatie[4]

## Politiek
Baskov stond in 2003 op de partijlijst van de Russische Partij van het Leven. De partij wist niet genoeg stemmen te halen om Baskov, die als nummer vier op de lijst stond, in de Doema te krijgen.
- Gemeinsame Normdatei: 137538138
- International Standard Name Identifier: 0000 0000 8335 3143
- Library of Congress Control Number: no2005045457
- Nationale Bibliotheek van Letland: 000118112
- MusicBrainz: 507d6b65-f914-4a01-b020-e61e6c9c7661
- Nationale Bibliotheek van Tsjechië: pna2009505061
- Nationale Bibliotheek van Israël: 987012502465205171
- Virtual International Authority File: 119506536
- WorldCat: E39PBJwp39t837gTpj8D7x6Yfq